# Basset roșcat de Bretania
Bassetul roșcat de Bretania (franceză Basset Fauve de Bretagne) este o rasă de câini din Bretania, care ajunge la 32–38 cm înălțime, și 25–40 kg. Strămoșul său este Griffonului Fauve de Bretagne. A fost mai răspândit în Bretania în secolul al XIX-lea, în prezent fiind întâlnit mai rar. Este folosită la vânătoarea de iepure, vulpe, căprioară și mistreț.

## Istoric
În secolul al XVI-lea, în Franța existau patru tipuri de câini de urmă: albi (du Rol), galbeni (de Bretagne), cenușii (du St. Louis) și negri. Aceste varietăți au stat la baza raselor moderne de câini de vânătoare francezi, inclusiv Basset Fauve de Bretagne. Ulterior, aceste rase au fost grupate sub denumirea de Grand Fauves de Bretagne (Gonci bretoni roșcați), câini de talie mare (70–74 cm înălțime), cunoscuți pentru determinare, curaj, viteză și mirosul lor excelent. Inițial, erau utilizați exclusiv de aristocrație în vânătoarea călare. După Revoluția Franceză din 1789, aristocrații și-au pierdut privilegiile, iar rasa a devenit accesibilă și țăranilor. Aceștia, neavând mijloace pentru întreținerea unor câini atât de mari și pentru vânătoarea călare, au început să selecționeze exemplarele mai mici, pentru a obține un câine adaptat vânătorii pedestre. Până în secolul al XIX-lea, rasa a început să capete aspectul actual, fiind folosită la vânătoarea de iepuri, vulpi, căprioare și mistreți.
În 1963, rasa a fost recunoscută oficial de Federația Cinologică Internațională (FCI).

## Caracteristici

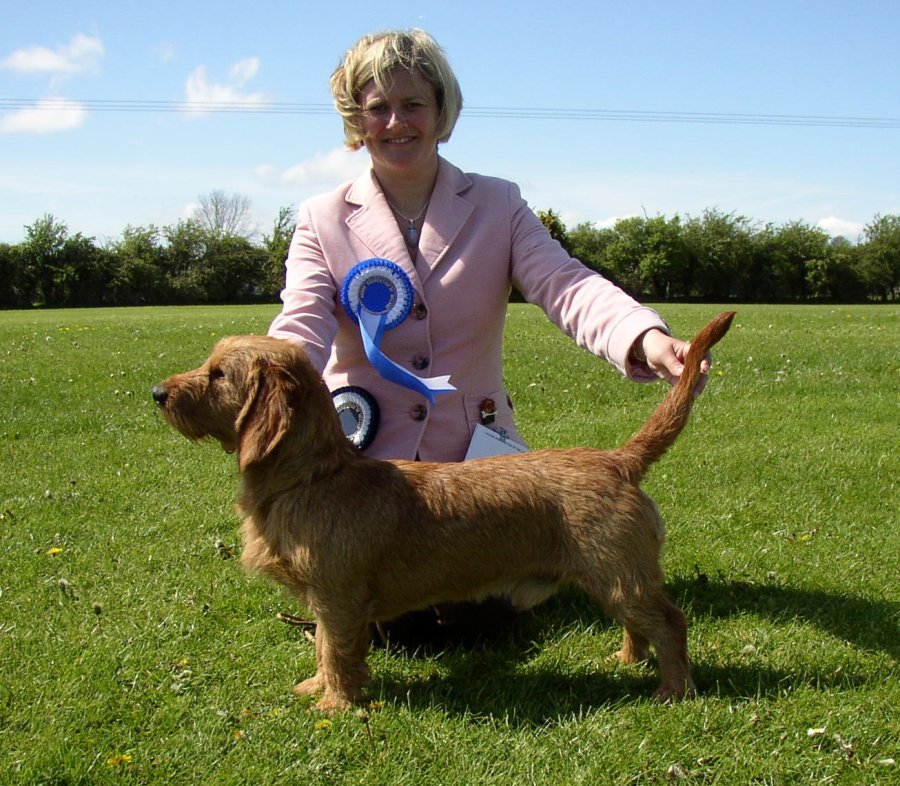
Bassetul roșcat de Bretania

Bassetul roșcat de Bretania este un câine de talie mică, cu corp alungit și membre scurte, caracterizat printr-un piept larg și adânc, o regiune lombară ușor arcuită și un trunchi îngust. Capul este lung, cu stop pronunțat, maxilare puternice și nas pigmentat (negru sau maro închis). Urechile, lăsate și ușor ridicate la bază, acompaniate de ochi expresivi de culoare închisă, completează trăsăturile capului. Membrele anterioare sunt bine dezvoltate, cu labe compacte și pernuțe rezistente, iar membrele posterioare sunt musculoase, paralele și cu aceleași caracteristici ca cele anterioare. Pielea groasă și elastică este acoperită de o blană scurtă, aspră, de culoare galben-roșcată.
Conform standardelor rasei, înălțimea la greabăn variază între 32–38 cm, iar greutatea între 10–17,5 kg.

## Temperament
Bassetul roșcat de Bretania este o rasă energică și activă, cu un temperament prietenos și sociabil, adaptabilă la viața în familie, inclusiv în mediile cu copii sau alte animale. Sunt însă și destul de încăpățânați, ceea ce necesită răbdare în timpul dresajului. Este importantă socializarea timpurie.

## Sănătate
Din punct de vedere medical, rasa este considerată robustă și longevivă, mulți indivizi atingând vârsta de 16 ani sau mai mult.
Cele mai frecvente afecțiuni întâlnite la această rasă includ atrofia progresivă a retinei, epilepsia, cardiomiopatiile, alergiile cutanate și afecțiuni tiroidiene asociate vârstă înaintate.